# Ilse Pohl
Ilse Pohl (* 7. Mai 1907 in Berlin; † 13. Mai 2010 in Dreieich-Götzenhain) war eine deutsche Autorin.

## Leben
Nach der Schulzeit lernte sie ein Jahr Gutswirtschaft in Neu-Strelitz, arbeitete in einem Sanatorium und ging als Au-pair nach Budapest. Danach besuchte sie eine Kunstschule in Berlin. 1929 heiratete sie, 1932 kam ihr Sohn zur Welt. Es folgten zahlreiche durch den Beruf ihres Mannes bedingte Umzüge, bis sie sich 1962 in Dreieich-Götzenhain niederließ. Dort engagierte sie sich in den 1970er Jahren im Spielkreis der evangelischen Kirchengemeinde für behinderte Kinder und leitete ihn zeitweise.
Ab ihrem 69. Lebensjahr wurden ihre ersten drei Buchveröffentlichungen – eine an Erwachsene (1977), zwei an Jugendliche (1976 und 1978) gerichtet – vom Stuttgarter Verlag Junge Gemeinde herausgegeben. 1986 rief sie den Literaturkreis für Senioren ins Leben, den sie zwölf Jahre lang leitete. Ab 1989 veröffentlichte sie zahlreiche Selbstpublikationen, die ersten beiden bei R. G. Fischer. Im Jahr 1992 starb ihr Ehemann.
1996 begegnete sie dem Gründer von Selbstkostenverlagsunternehmen, die unter der Bezeichnung „Frankfurter Verlagsgruppe“ versammelt sind, und schrieb auf sein Anraten hin den ersten Band ihrer dreiteiligen Autobiografie. Für dessen Veröffentlichung in dem seiner Unternehmensgruppe angegliederten „Fouqué Literaturverlag“ erhielt sie 1997 den wegen seiner Verbindung mit der „Frankfurter Verlagsgruppe“ umstrittenen Literaturpreis des Bundes Deutscher Schriftsteller. 2002 wurde sie im Alter von 95 Jahren als Aufsichtsratsvorsitzende dieser Unternehmensgruppe eingesetzt.
2008 wurde sie mit dem undotierten Ehrenpreis des Otto-Mühlschlegel-Preises „Zukunft Alter“ für ihr schriftstellerisches Alterswerk ausgezeichnet. In seiner Analyse der Einsendungen zum Otto-Mühlschlegel-Preis 2008 nannte der Gerontologe Andreas Kruse die damals 101-jährige Preisträgerin Ilse Pohl ein überzeugendes Beispiel für Kreativität im Alter. Im gleichen Jahr erhielt Ilse Pohl den Hessischen Verdienstorden insbesondere für ihr Engagement für die Albert-Schweitzer-Kinderdörfer in Hessen, für deren betreute Kinder sie Schifffahrten auf dem Main organisierte und finanzierte sowie mit Lesungen auf die Idee und die Organisation der Kinderdörfer aufmerksam machte.
2008 wurde Ilse Pohl in der ZDF-Dokumentation 37 Grad als eine von drei Hundertjährigen porträtiert. Im gleichen Jahr war sie Talkgast in der Talkshow Nachtcafé im SWR Fernsehen, 2009 bei Maischberger und ebenfalls 2009 Gesprächspartnerin in der Hörfunk-Sendung Länger leben? in Deutschlandradio Kultur.
Zwei Jahre nach dem Tod ihres Sohnes starb Ilse Pohl im Mai 2010, sechs Tage nach ihrem 103. Geburtstag. Sie wurde postum mit der Benennung einer Straße im Dreieicher Stadtteil Götzenhain geehrt.

## Auszeichnungen
- 2000: Bundesverdienstkreuz am Bande[2]
- 2008: Ehrenpreis des Otto-Mühlschlegel-Preises für Kreativität im Alter (Deutscher Alterspreis)[14][15]
- 2008: Hessischer Verdienstorden in Anerkennung ihrer besonderen kulturellen und sozialen Leistungen[3]

Postum:
- 2011: „Ilse-Pohl-Straße“ im Dreieicher Stadtteil Götzenhain nach ihr benannt.[2][16]

## Bibliografie (Auswahl)

### Erzählung
- Das Kuckucksei. Eine Erzählung, Verlag Junge Gemeinde, Stuttgart 1977; Neuausgabe Frieling, Berlin 1993

### Kinder- und Jugendliteratur
- Aufregende Sommertage. 2 Erzählungen für Mädchen um 15, Verlag Junge Gemeinde, Stuttgart 1976
- 3x Spiekeroog hin und zurück, Verlag Junge Gemeinde, Stuttgart 1978

### Selbstpublikationen

#### Belletristik
- Sieben Wege, sieben Ziele. R. G. Fischer, Frankfurt 1989
- Markus. Erzählung, R. G. Fischer, Frankfurt 1989

#### Sachbücher
- Flügelschlag der Hoffnung. Erinnerungen an die Jahre 1907 bis 1937, Fouqué-Literaturverlag, Frankfurt u. a. 1997
- Und jeder Tag will gelebt sein. Erinnerungen an die Jahre 1937–1967, Fouqué-Literaturverlag, Frankfurt u. a. 1998
- Nimm Abschied und beginne. Erinnerungen an die Jahre 1967–1997, Fouqué-Literaturverlag, Frankfurt u. a. 1999
- Miniaturen:
  - 1. Meine Lieder werden leben : Miniaturen von Cornelia Goethe, Adele Schopenhauer, Clara Schumann und Annette von Droste-Hülshoff, Cornelia-Goethe-Akademie, Frankfurt 2005; Übers. ins Englische von Lucinda Bowles, Frankfurter Verlagsgruppe, Frankfurt und London 2006
  - 2. Die kleine Seidentasche, Brentano-Gesellschaft Frankfurt mbH, Frankfurt 2006
  - 3. Das Letzte ist verborgen : Miniaturen von Hans Christian Andersen, Demetrius Augustin Prinz von Gallitzin, Wilhelm Busch, Oscar Wilde und Ernst Ginsberg, Frankfurter Verlagsgruppe, Frankfurt und London 2007
  - 4. Johann Sebastian Bach : Miniatur, mit Ill. von Walfried Posse [u. a.], Frankfurter Verlagsgruppe, Frankfurt und London 2009